# 釜田駅 (釜山交通公社)
釜田駅（プジョンえき）は、大韓民国釜山広域市釜山鎮区にある釜山交通公社1号線の駅である。駅番号は120。「釜山市民公園・宋象賢広場」を副駅名としている。

## 駅構造
相対式ホーム2面2線を有する地下駅で、ホームドアが設置されている。改札口は上下ホーム別々に設置されており、改札内でのホーム間の移動はできない。出入口は8箇所に設けられている。

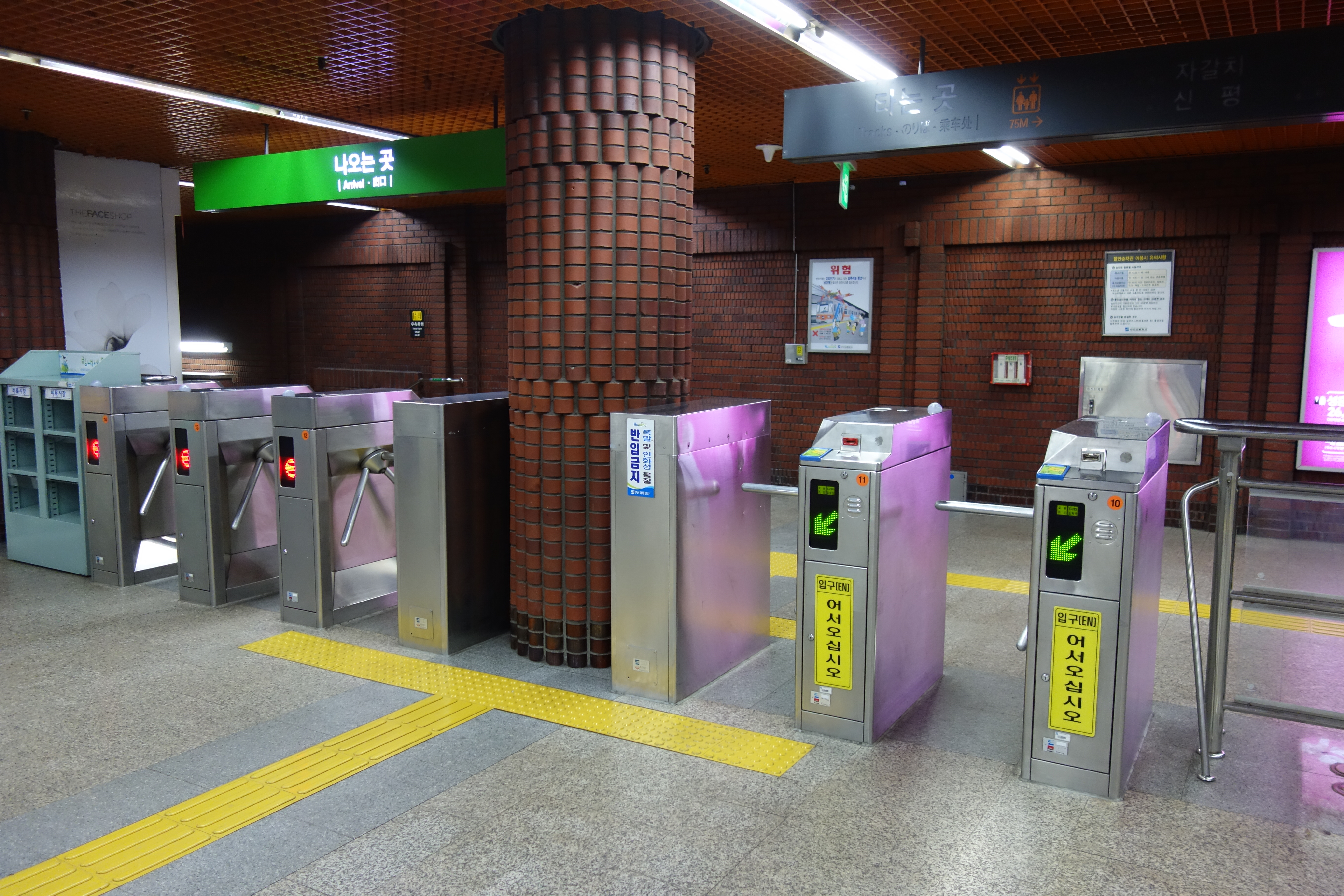
改札口（2013年11月）
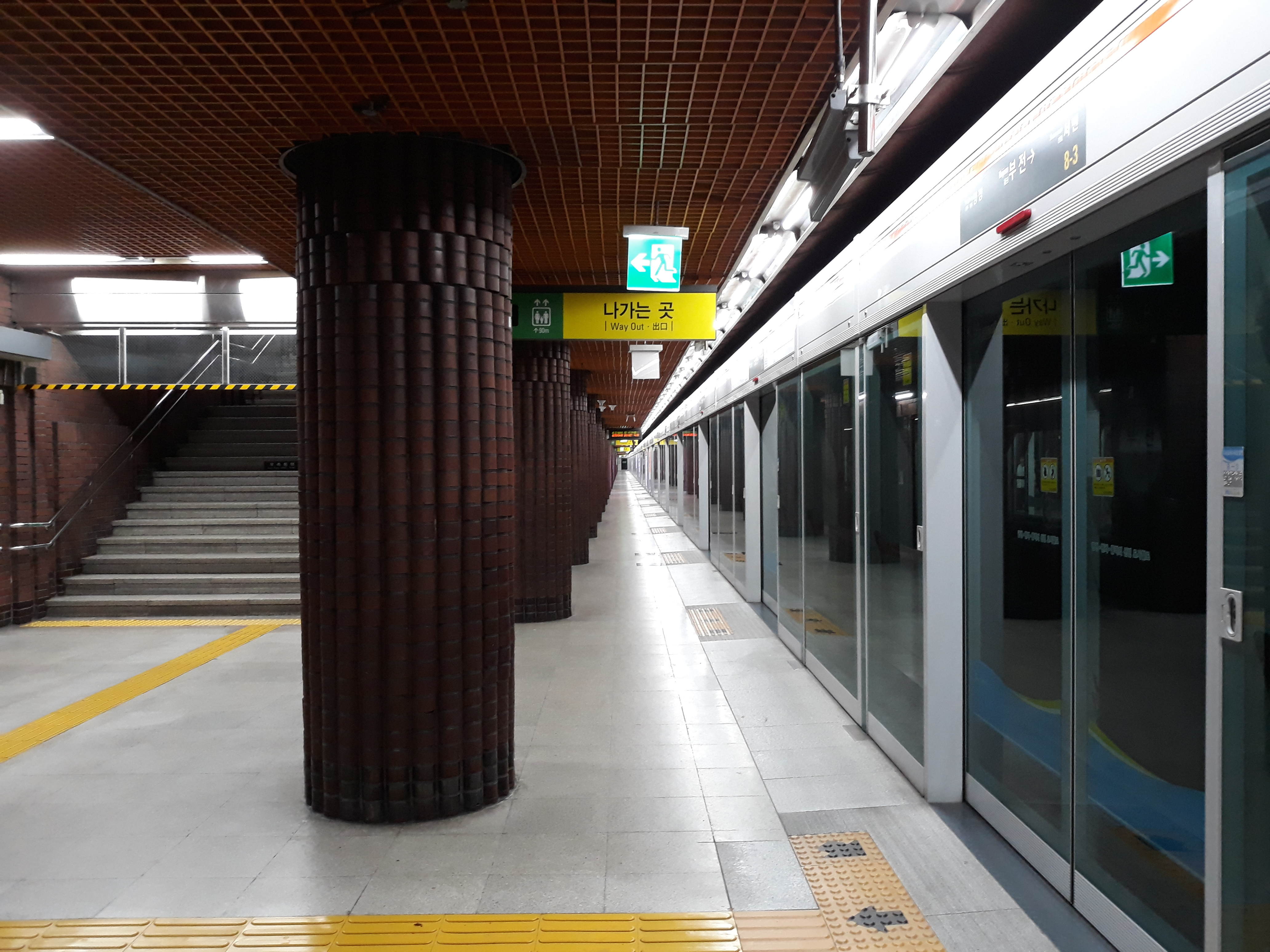
上りホーム（2018年5月）
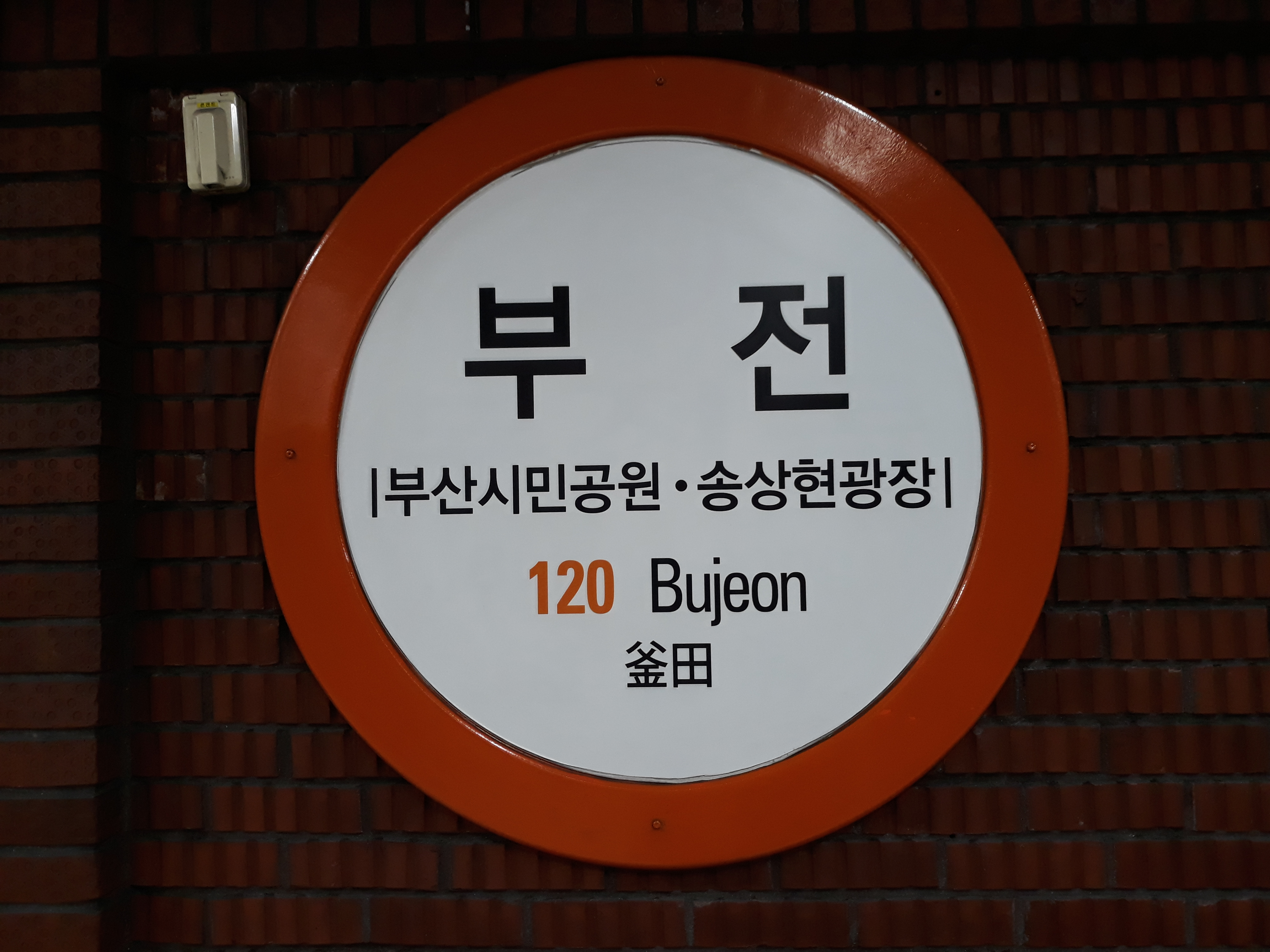
駅名標
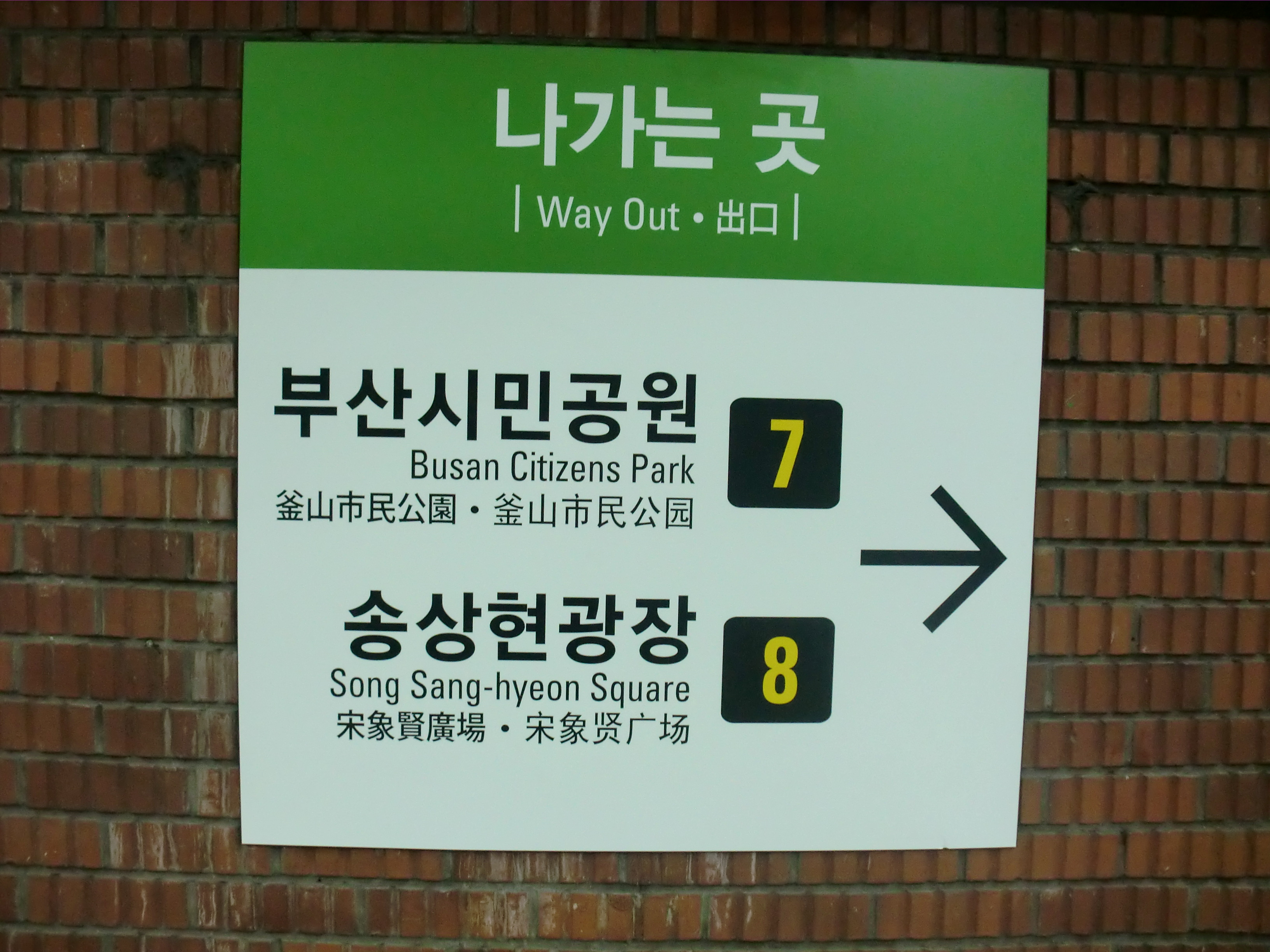
7・8番出入口への案内板

### のりば
| 上り | 1号線 | 多大浦海水浴場方面 |
| 下り | 1号線 | 老圃方面           |

## 歴史
- 1985年7月19日 - 1号線開通に伴い釜田洞駅として開業。
- 2010年2月24日 - 釜田駅に改称[1]。
- 2014年4月 - 副駅名「釜山市民公園・宋象賢広場」を付与[2]。

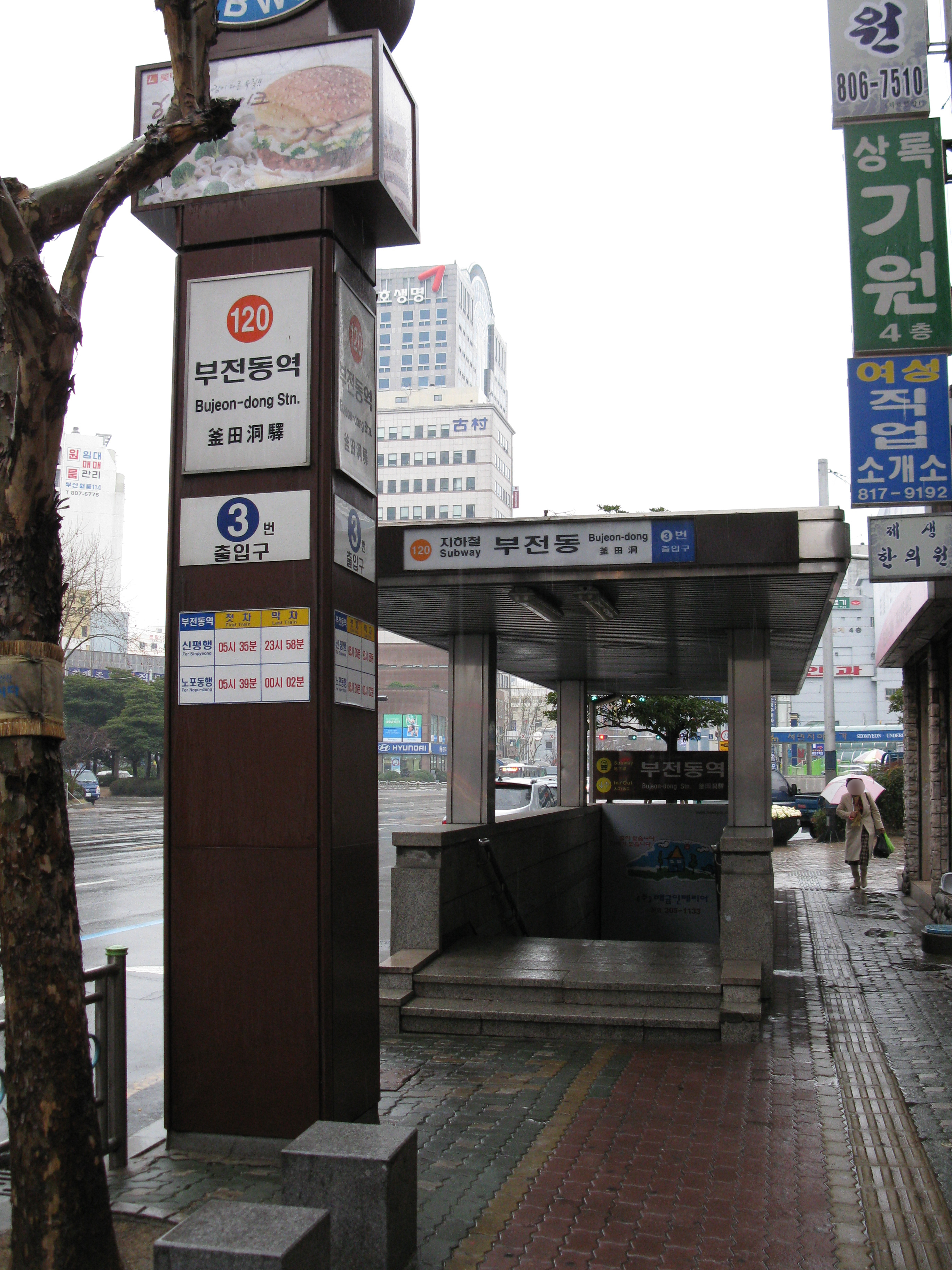
駅名改称前の3番出入口（2009年2月）
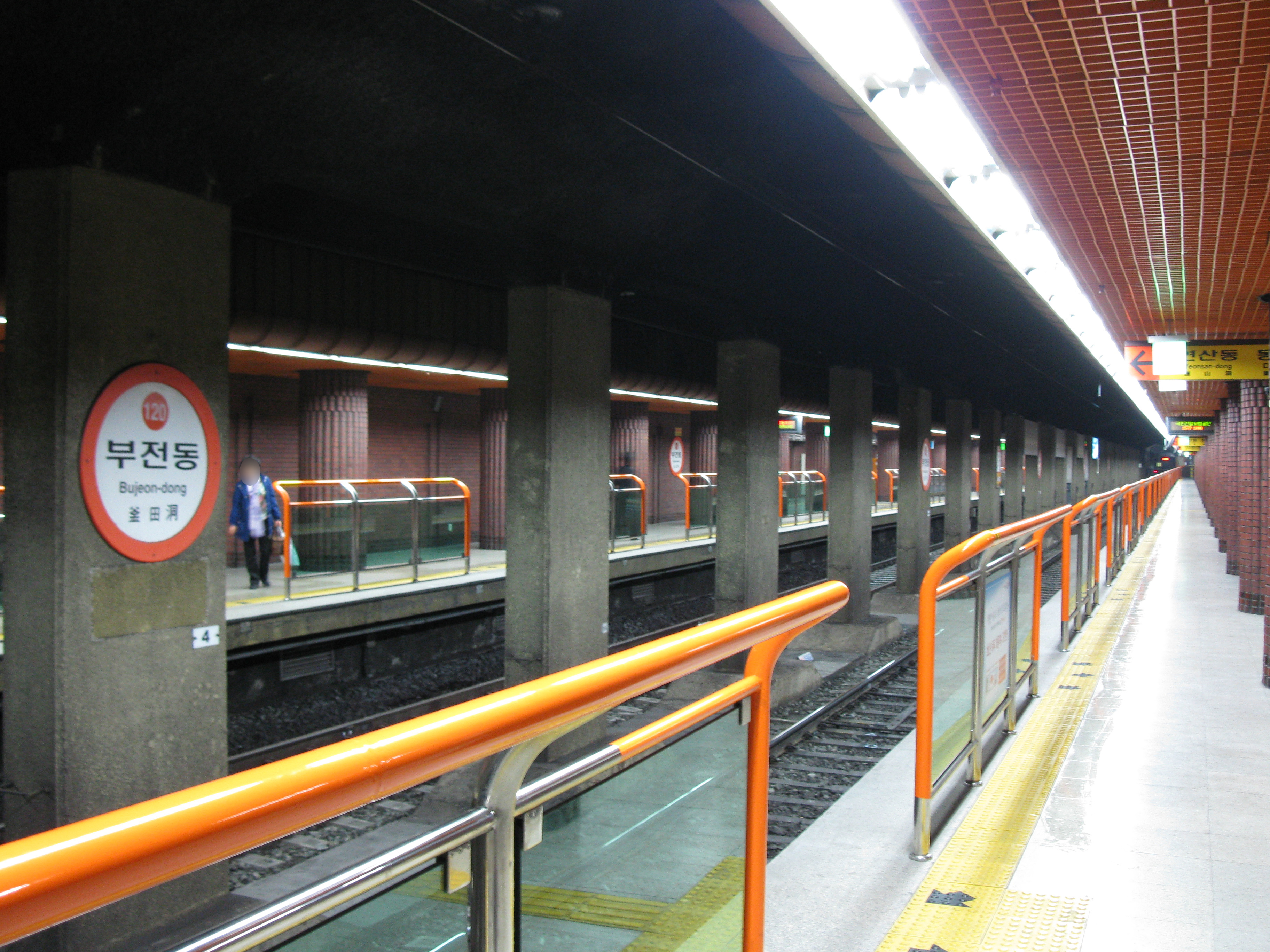
駅名改称前のホーム（2009年2月）

## 駅周辺
- 韓国鉄道公社釜田駅 - 300mほど緩やかな坂を登ったところにある。案内放送でも乗り換え駅として案内され、広域電鉄との乗換時は交通カード使用に限り乗継運賃適用の指定駅となっている。
- 釜山鎮警察署釜田地区隊
- 釜山鎮警察署釜田2治安センター
- 国民健康保険公団釜山鎮区支社
- 釜山鎮登記所
- 釜山電子総合商街
- 田浦初等学校
- 城田初等学校
- 港度中学校
- 釜山市民公園
- 宋象賢広場
- 赤十字会館
- 釜山人材銀行
- イビスアンバサダーホテル釜山店

## 隣の駅
釜山交通公社
 1号線
西面駅 (119) - 釜田駅 (120) - 楊亭駅 (121)